# Juliet Clutton-Brock
Juliet Clutton-Brock (* 16. September 1933 in London; † 21. September 2015) war eine britische Archäozoologin. Sie gilt als Pionierin auf diesem Gebiet, wobei sie sich vorrangig mit der Frage der Domestizierung befasste.

## Leben und Werk
Juliet wurde als Tochter von Shelagh Archer und Alan Clutton-Brock geboren, der als Professor der Schönen Künste an der Cambridge University arbeitete. Die Mutter starb 1936 bei einem Autounfall. Juliet und ihr Bruder Francis wurden daraufhin zu einer Tante nach Südrhodesien geschickt. Ihr Bruder starb dort an Kinderlähmung. 1945 kehrte sie nach England zurück, nämlich an die Boarding School Runton Hill in Norfolk. Nach eigener Aussage begann ihr Interesse an Tieren in Afrika, hingegen an Fossilien auf den Klippen von Norfolk. 
1953 schrieb sie sich am Archäologischen Institut des University College London für einen Kurs in archäologischer Technik ein. Der dortige Professor für Umweltarchäologie, Frederick Zeuner, überzeugte sie davon, Zoologie am Chelsea College of Science and Technology zu studieren. Nach ihrer Rückkehr wurde sie bei Zeuner mit einer Arbeit zu Überresten einiger Grabungsstätten in Westasien und Indien promoviert. Auch hörte sie bei Gordon Childe, Max Mallowan und Kathleen Kenyon. In dieser Zeit wurde die Archäozoologie unter Zeuner als neuer Wissenschaftszweig etabliert. 
Während der Ferienzeit lebte Clutton-Brock in Chastleton House in den Cotswolds. Dieses Haus von 1603 hatte ihr Vater im Jahr 1955 geerbt. Es wurde 1991 durch Alans zweite Frau Barbara an den National Trust verkauft. 1958 heiratete Clutton-Brock Peter Jewell, einen Physiologen und Agrarwissenschaftler, der das Interesse für Archäozoologie teilte. Zusammen mit ihren drei Töchtern Sarah, Rebecca und Topsy zog das Paar 1966 nach Westafrika, als Jewell an die University of Nigeria in Nsukka berufen wurde. Allerdings musste die Familie 1967 über den Niger fliehen, um sich vor dem Biafra-Bürgerkrieg in Sicherheit zu bringen. Neben zahlreichen persönlichen Dingen verlor sie ihre Datenkarten von der Ausgrabungsstätte Jericho.
1969 erhielt sie, nach einigen Jahren der Teilzeitbeschäftigung am Natural History Museum, eine Daueranstellung im osteology room. Währenddessen setzte sie ihre Publikationstätigkeit zu Grabungsstätten in Großbritannien, der Schweiz, dem Nahen Osten und Indien fort. Insgesamt publizierte sie über 100 wissenschaftliche Beiträge. Zusammen mit ihrem Mann gründete sie 1973 den Rare Breeds Survival Trust.
Als der International Council for Archaeozoology auf einer Konferenz in Nizza konsolidiert wurde, wurde Juliet Clutton-Brock Mitglied des Exekutivkomitees. Sie nutzte die Möglichkeiten des Instituts, um Radiokohlenstoffdatierungen vorzunehmen, befasste sich früh mit der Genetik und nutzte auch diese zu Datierungszwecken und zur Herstellung von Verwandtschaftsbeziehungen. 
Als sie 1993 in den Ruhestand ging, erschien zu ihren Ehren die Festschrift Skeletons in Her Cupboard. 1994 wurde sie einer der Mitherausgeber des Journal of Zoology und von 1999 bis 2006 dessen Managing Editor. In der Zoological Society setzte sie sich für hohe ethische Standards im Umgang mit Tieren ein. Außerdem publizierte sie in dieser Zeit weitere 25 Artikel, arbeitete beim Times Literary Supplement mit und wurde Associate Editor der Archives of Natural History. Ihre letzte Monographie, Animals as Domesticates. A World View Through History, erschien 2012.

## Veröffentlichungen (Auswahl)
- Domesticated Animals from Early Times, University of Texas Press, 1981 (erneut als A Natural History of Domesticated Animals, Cambridge University Press, London 1999 publiziert; ital. 2001[1]).
- (Hrsg.): The Walking Larder. Patterns of Domestication, Pastoralism and Predation, Konferenzpapiere, 1986, Routledge, 2014.
- A Natural History of Domesticated Mammals, 1. Aufl. 1987, 2. Aufl., Cambridge University Press, 1999.
- mit Stephen J. G. Hall: Two Hundred Years of British Farm Livestock, British Museum, 1989.
- Horse Power. A History of the Horse and Donkey in Human Societies, Harvard University Press, 1992.
- Dog, A.A. Knopf, 1991, Dorling Kindersley, 2004.
- Cat, Harper Collins, 1991, Dorling Kindersley, 2004 (deutsch 1992, 2011).
- Animals as Domesticates. A World View Through History, Michigan State University Press, 2012 (ital. 2017).